# Turó de la Caseta
El Turó de la Caseta és una muntanya de 625 metres que es troba al municipi d'Orís, a la comarca d'Osona.